# サンプラザ (福島県)
協同組合サンプラザは、福島県双葉郡浪江町の協同組合および同組合が運営するショッピングセンター。2011年に発生した東日本大震災と福島第一原子力発電所事故の影響で、浪江町の全域が警戒区域および計画的避難区域に指定されているため、同年5月19日から営業を休止している。
当ページでは、同センター内をはじめ、福島県内でサンプラザ名義のスーパーマーケットなどを運営する株式会社マツバヤについても詳述。センター内で運営する店舗については、他地域の店舗と区別する目的で、便宜上「サンプラザ浪江店」と表記する。ただし、大阪府および高知県で営業している同名のスーパーマーケットとは、直接の関係がない。

## 概要

### 協同組合サンプラザ
1977年10月 に協同組合を設立したうえで、1979年6月に浪江町初の大型商業施設としてオープン。同町内で雑貨店やスーパーマーケットを営んできた株式会社マツバヤが、キーテナントとして「サンプラザ浪江店」を開業した。
2011年3月11日の営業時間中に発生した東日本大震災では、浪江町内で震度6強の揺れを観測したが、センターの建物は大きな被害を受けなかった。しかし、双葉郡内で浪江町と隣接する大熊町の東京電力福島第一原子力発電所で原子力事故が発生したことを受けて、日本政府は浪江町の全域を警戒区域に指定。センターが同原発から半径8km圏内に位置することに加えて、警戒区域内に居住していた従業員・住民全員が区域外への避難を余儀なくされたため、同年5月19日から営業を休止している。

#### 沿革
- 1977年10月 - 株式会社マツバヤなどの出資で、協同組合サンプラザを設立。
- 1979年6月 - 浪江町に敷地面積450坪のショッピングセンター「協同組合サンプラザ」（以下「本館」と略記）をオープン。キーテナントとして、マツバヤがセンター内で「サンプラザ浪江店」を開店した。
- 1982年11月 - 文具・玩具・書籍を扱う有限会社サンフレンドをマツバヤが設立するとともに、本館の隣接地に「サンフレンド館」をオープン。
- 1983年3月 - マツバヤが本館の隣接地に、「マツバヤ館」「サンデンキ館」「サンギフト館」「ビッグ&ボーイ」をオープン。
- 1987年7月 - ビデオ・CDレンタルショップの「オールスタークラブ」が、「サンフレンド館」の2階にオープン。
- 1995年 - 本館を約850坪に増床するとともに、衣料品売場の拡大や店舗の配置転換を実施。
- 1996年 - アミューズメント施設の増床・改装など、店舗のリニューアルを実施。
- 200x年 （詳細不明）- フードコートのリニューアルを機に、マクドナルドが「浪江サンプラザ店」をオープン。
- 2008年 - 店舗の配置転換・リニューアルを実施するとともに、100円ショップのmeets.が移転オープン。
- 2009年12月 - 「プラスゲオ浪江店」がオープン。
- 2010年9月10日 - 「サンフレンド館」の文具・玩具売場を本館に移転。
- 2011年3月11日 - 営業時間中に東日本大震災が発生。
- 2011年5月19日 - 浪江町の全域が福島第一原子力発電所事故の警戒区域に指定されたことから、センター全店舗の営業を休止。
- 2021年3月25日 - 法人登記閉鎖

#### 店舗構造
- 本館：地上1階、建物面積8,589m2、売場面積4,571m2
- 駐車場600台

#### テナント
東日本大震災発生当時に営業していた店舗名を記載。現在は全て休業している。
- 本館
  - サンフーズ浪江店（食料品）
  - 江戸銀（寿司・総菜）
  - サンメリー（パン）
  - 銘店
  - マクドナルド
  - Pコック
  - めでた家（たこ焼き）
  - ソフトクリーム屋さん
  - ジョイプラザ（アミューズメント）
  - サンプラザ観光
  - サンモード美容室
  - ワコール
  - ブティックレヴィ
- マツバヤ館
  - マツバヤ（書籍・CD販売）
  - プラスゲオ浪江店（レンタルビデオ、中古ゲーム・中古CD販売）
- サンフレンド館
  - サンフレンド（おもちゃ・文具）
  - サンフレンド・サトウ
  - サンプラザパソコンスクール浪江校
  - カーブス・サンプラザ浪江（女性向けのフィットネスクラブ）
- サンギフト
- サンデンキ浪江店
- サンオート
- 100円ショップmeets.浪江店
- ミスターランドリー
- auショップ浪江店

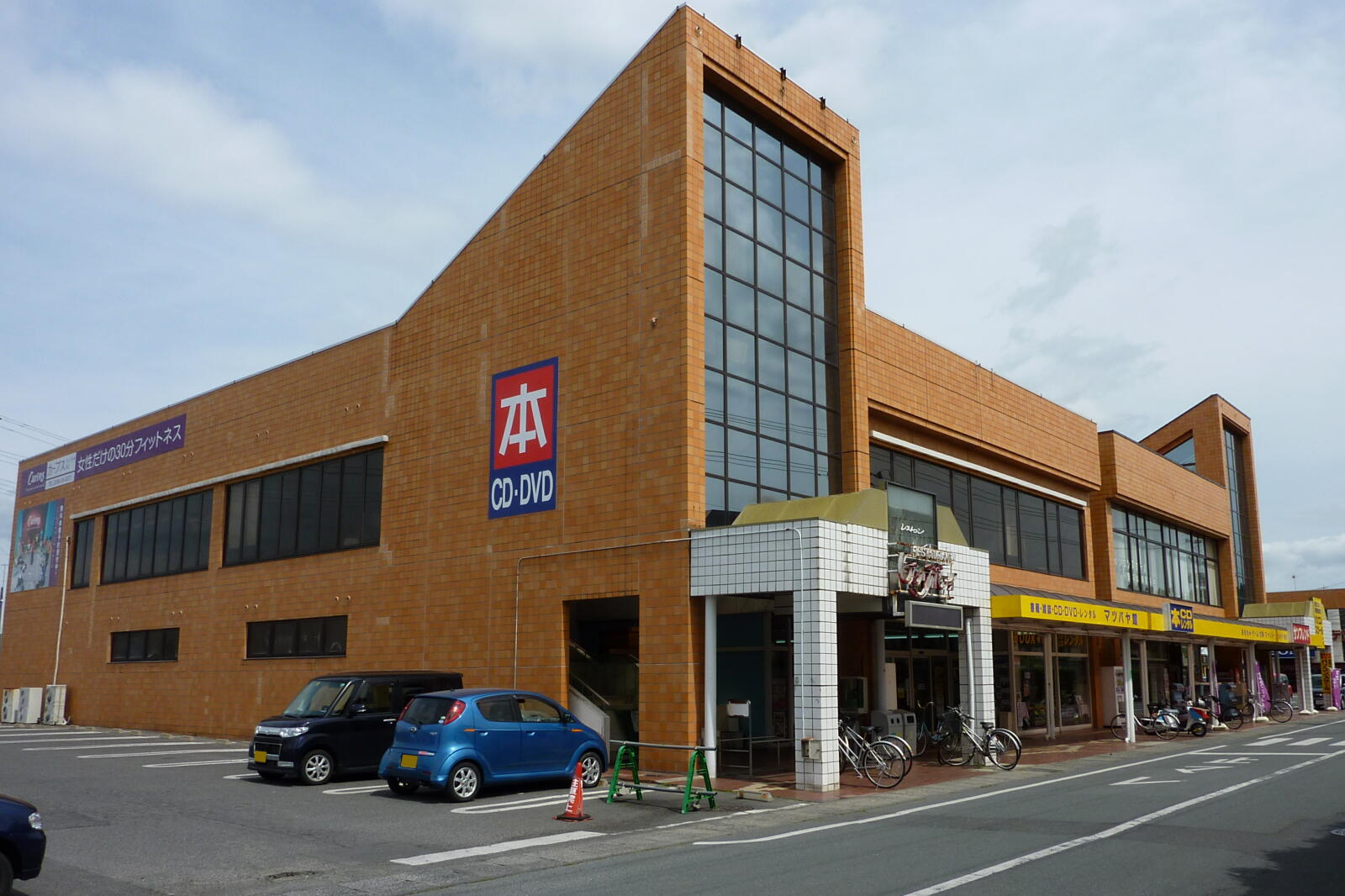
マツバヤ館（手前）とサンフレンド館（奥）
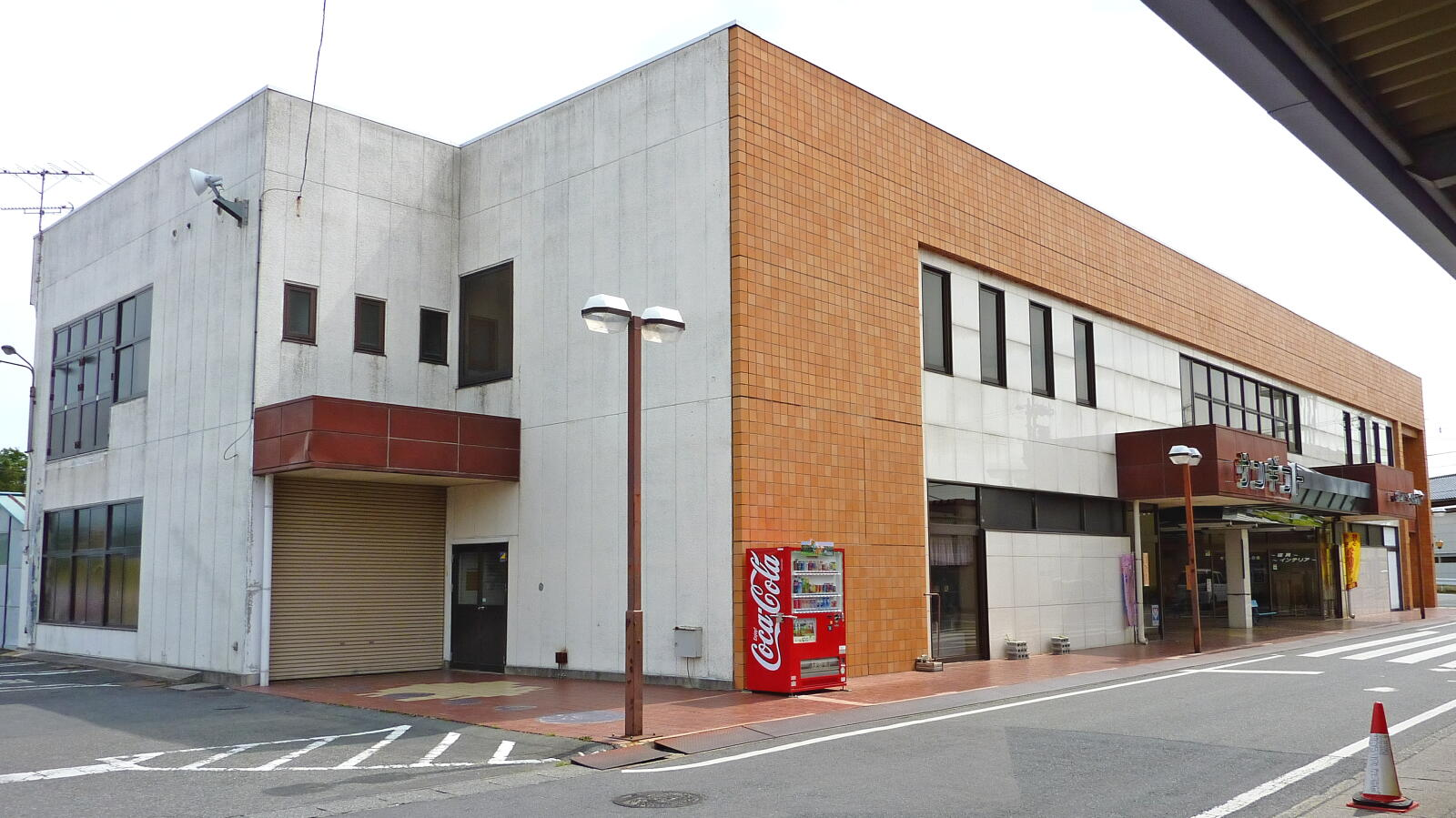
サンギフト
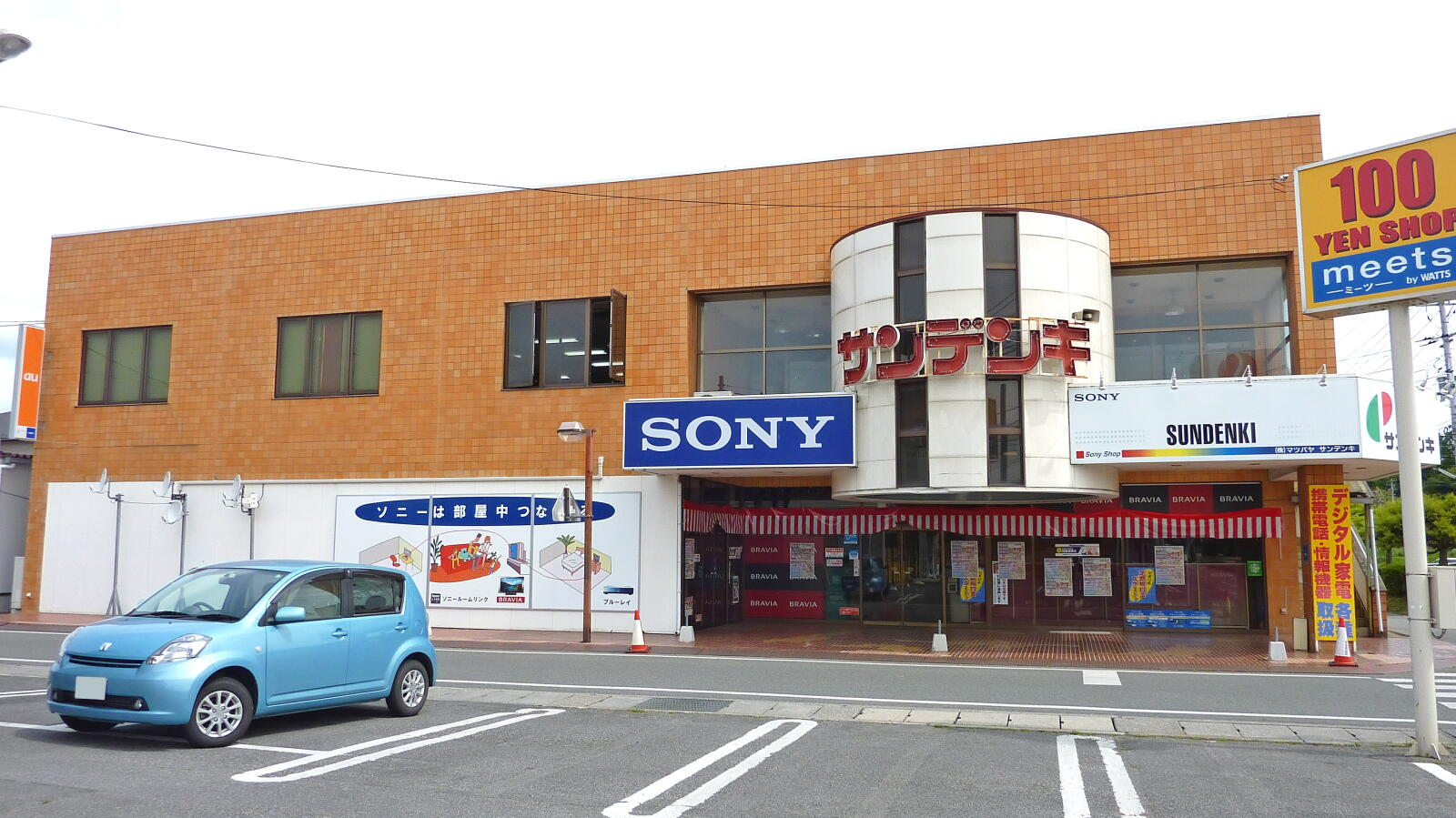
サンデンキ浪江店
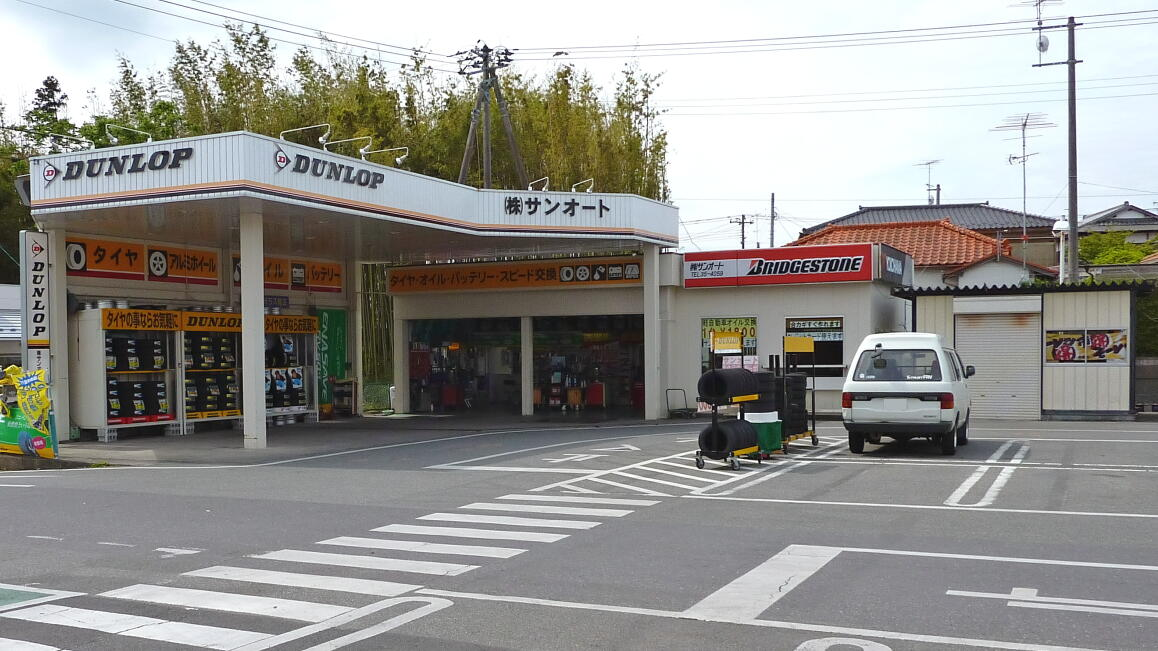
サンオート
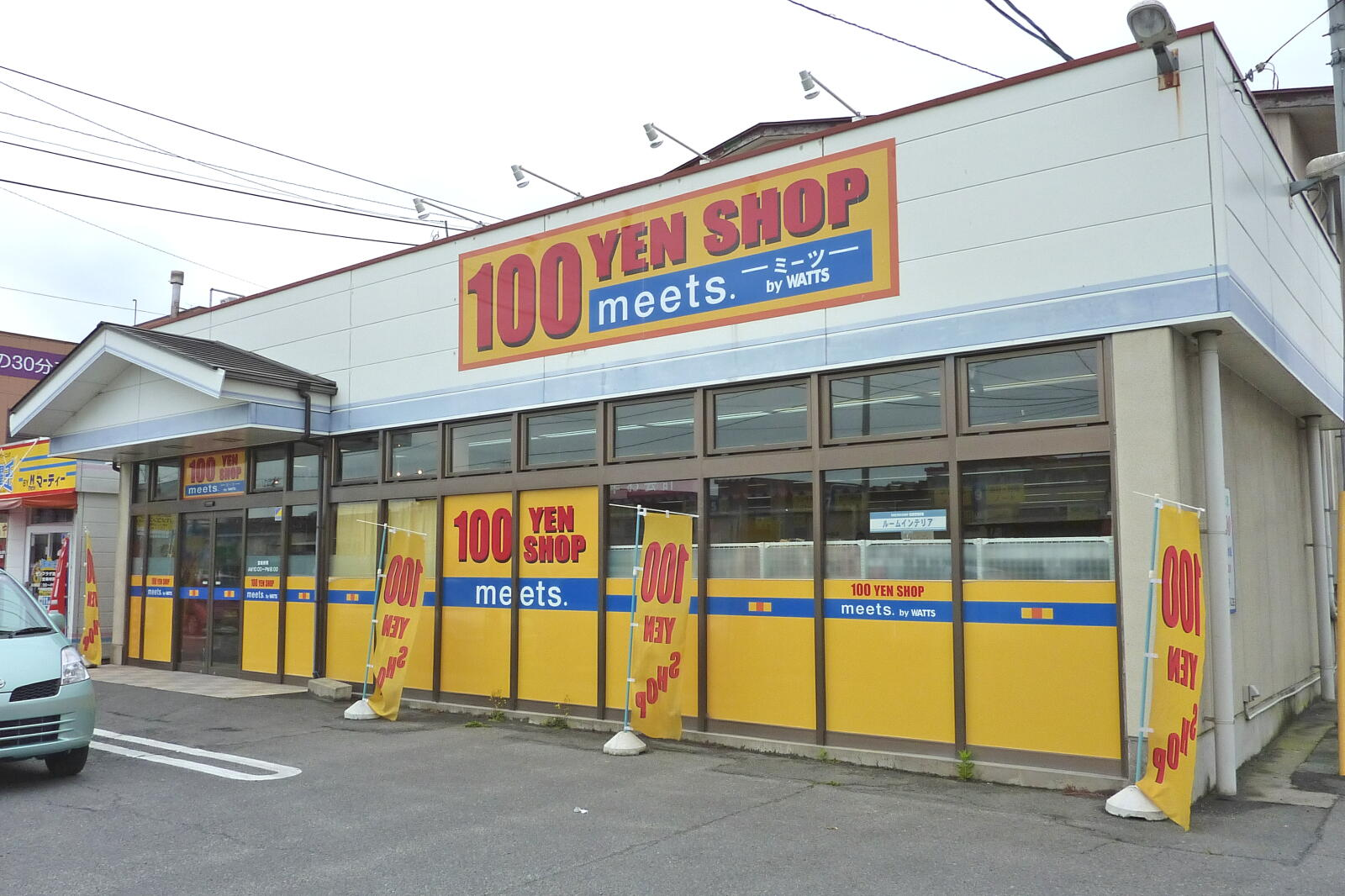
100円ショップmeets.浪江店

### 株式会社マツバヤ
2013年2月時点での社長は松原茂。前身は、1927年に松原の曾祖父が現在の浪江町内に開業した日用雑貨店の「松葉屋」である。「協同組合サンプラザ」が開業するまでは、国鉄（現在のJR）常磐線の浪江駅前で、家電製品や雑貨も扱うスーパーマーケットの「マツバヤ駅前店」を営んでいた。
「サンプラザ浪江店」のオープン以降は、「マツバヤ駅前店」をホームセンターの「マイプラザ」に改装したことを皮切りに、フランチャイズ形式で携帯電話ショップやフィットネスクラブなどのサービス業にも進出。浪江町の近隣に当たる双葉郡富岡町や南相馬市にも出店する一方で、東日本大震災の発生前にはインターネットによる通信販売（ネットショップ）事業の準備を進めていた。
マツバヤ全体では、このような事業の多角化によって、2010年度に約35億円もの年商を達成していた。しかし、従業員の居住地域や商圏の大半が福島第一原子力発電所事故の警戒区域に指定されたことを機に、区域内の全店舗を休業。当時「サンプラザ浪江店」に在職していた従業員（約200名）も全員、福島県内の警戒区域外地域や県外へ避難せざるを得なくなった。
2011年5月には、警戒区域および計画的避難区域外の福島県郡山市に仮事務所を開設したうえで、浪江町の本社機能を移転。その直後に震災発生後初めての社員集会を開催したところ、出席した91名の従業員から、「サンプラザで再び働きたい」という希望が相次いで寄せられた。そこで松原は、復職を希望する従業員の再雇用を前提に、上記の計画に沿ってネットショップへの転換による事業の再開を決断。同年11月11日には、ネットショップとして「サンプラザショップ」を開設した。
2011年7月から半年間は、福島県内の仮設住宅へ分散した「サンプラザ浪江店」の顧客を対象に、従業員の有志がボランティアで復興支援物資の搬入や「御用聞き」形式による生活必需品のカタログ販売なども実施していた。その間に、浪江町に隣接する同県田村市で「ふねひきパーク」（商業施設）を運営するシミズストアから、同パーク内2階フロアへの出店を打診。2012年3月8日には、衣料品・化粧品・服飾品・靴・バッグ・生活雑貨を扱うテナント店舗として、「サンプラザふねひきパーク店」を開店した。この出店を機に、避難生活を送る浪江町民が多い地域で「サンプラザ相馬店」（相馬市）や「サンプラザ二本松店」（二本松市）を新設している。
なお、「サンプラザふねひきパーク店」の開店に際しては、「サンプラザ浪江店」に在職していた従業員の約1割（27名）を店員として再雇用。2011年10月からは、田村市から遠く離れた福島県内の仮設住宅（福島市など20ヶ所）で暮らす浪江町民向けに、無料の往復送迎バスを運行するようになった（福島県による買い物利便性向上支援事業委託業務の助成事業）。その一方で、「サンプラザ二本松店」以降の新設店舗では、（浪江町の商圏に含まれない）店舗周辺地域の住民をスタッフへ積極的に採用している。

#### 沿革
- 1927年 - 現在の浪江町内に、日用雑貨店の「松葉屋」を開業。
- 1953年 - 合資会社松葉屋を設立。
- 1964年 - 合資会社松葉屋を株式会社へ転換。
- 1966年 - 国鉄（現在のJR）常磐線の浪江駅前に、スーパーマーケットとして「松葉屋駅前店」を開店。後に増床したうえで、家電製品を扱うようになる。
- 1968年 - 商号および店舗の名称を「まつばや」に変更。
- 1972年 - 商号および店舗の名称を「マツバヤ」に変更。
- 1979年6月 - 「協同組合サンプラザ」のオープンを機に、キーテナントとして「サンプラザ浪江店」を開店。これを機に、「マツバヤ駅前店」を「ホームセンター　マイプラザ」に改装。
- 2002年12月 - 「auショップ浪江店」をオープン。 2年後には「auショップ富岡店」も開店する。
- 2004年3月 - 「サンプラザパソコンスクール」の浪江校・富岡校をオープン。
- 2007年12月 - 「カーブスサンプラザ浪江店」「カーブスサンプラザ原町店」をオープン。
- 2009年12月 - 「プラスゲオ浪江店」をオープン。
- 2010年9月18日 - 「プラスゲオ富岡店」を開店するとともに、「サンプラザ浪江店サンフレンド館」に「リズム」をオープン。
- 2011年
  - 3月 - 東日本大震災および福島第一原子力発電所事故が発生。店舗や商圏の大半が同事故の警戒区域に指定された関係で、事実上の一時休業を余儀なくされた。
  - 5月 - 郡山市に仮事務所を設置。同年秋には、浪江町からの避難住民の多い福島県二本松市にも仮事務所を設けた。
  - 7月 - 相双地域（相馬市・南相馬市・双葉郡）を対象にしたブログのポータルサイトとして、「相双エリアネットワーク」を開設。「カーブスサンプラザ原町店」については、店舗近辺の地域が警戒区域および計画的避難区域の指定から外れたため、休業中の他の店舗に先駆けて同月1日から営業を再開した。
  - 11月11日 - 通信販売サイトとして、「サンプラザショップ」を開設。
- 2012年
  - 2月14日 - 「カーブスサンプラザ浪江店」からの移転店舗として、警戒区域および計画的避難区域から外れた相馬市に「カーブスサンプラザ相馬店」をオープン。
  - 3月8日 - 田村市の「ふねひきパーク」内に、「サンプラザふねひきパーク店」をオープン。「サンプラザ浪江店」よりも小さい規模（床面積約430坪）ながら、実店舗による小売事業を再開した。
  - 6月17日 - 二本松市に「カーブスサンプラザ二本松店」をオープン。
  - 10月7日 -  「カーブスサンプラザ相馬店」の近隣で、「サンプラザ相馬店」をオープン。
- 2013年
  - 2月15日　- 二本松市の小沢工業団地事務所棟に、「サンプラザ二本松店」をオープン[6]。
- 2017年
  - 6月15日 - 「サンプラザ相馬店」が閉店。
  - 9月 - 南相馬市の「VIAフレスコ」内に「サンプラザセレクト原町店」をオープン。同時に「カーブスサンプラザ原町店」を同施設内に移転。
- 2020年
  - 2月2日 - 「サンプラザ二本松店」が閉店。

### 関連会社
- 有限会社サンフーズ - 食品スーパー「サンフーズ」を運営。
- 有限会社サンデンキ - 家電量販店「サンデンキ」を運営。
- 有限会社サンギフト - ギフトショップ「サンギフト」を運営。
- 株式会社サンオート - タイヤショップ「サンオート」を運営。
- 有限会社マイプラザ - ホームセンター「マイプラザ」を運営。

### 備考
テレビ東京制作のドキュメンタリー番組『日経スペシャル ガイアの夜明け』では、「復興への道」というシリーズ企画の一環で、2011年5月の社員総会からマツバヤの動向を密着取材中。同年9月6日・2012年3月6日・2013年2月26日の放送で、上記の状況を紹介した。朝日新聞でも、福島第一原子力発電所事故に関する全国版朝刊向けの検証取材シリーズ「プロメテウスの罠」で、2013年11月16日付紙面から営業再開までの経緯を「マツバヤ復活」という連載記事で紹介している。